# 片山一良 (アニメ監督)
片山 一良（かたやま かずよし、1959年8月28日- ）は、京都府宇治市出身で、フリーランスのアニメーション監督・アニメーション演出家である。血液型はO型。

## 来歴・人物
京都府立城南高等学校（現・京都府立城南菱創高等学校）卒業後、漫画家を目指して東京デザイナー学院（現・東京ネットウエイブ）へ進むも、『ルパン三世 カリオストロの城』を観てアニメーターになろうと1979年に学院を中退し、テレコム・アニメーションフィルムに採用試験を受け、同社の2期生として入社する。
『ルパン三世（第2TVシリーズ）』や『じゃりン子チエ』などの動画を担当した後、テレコムを退社し、フリーランスのアニメーターとなる。その後、演出家に転向し、『魔法の妖精ペルシャ』や『魔法のスター マジカルエミ』などの演出を担当する。
妻は元アニメーター・漫画家の洞沢由美子。

## 参加作品

### テレビアニメ
- ルパン三世 (TV第2シリーズ)（1980年、動画）
- 名探偵ホームズ（1984年 - 1985年、動画）
- 魔法の妖精ペルシャ（1984年 - 1985年、絵コンテ、演出）
- ふしぎなコアラ ブリンキー（1984年、絵コンテ）
- 昭和アホ草紙 あかぬけ一番!（1985年、絵コンテ）
- 魔法のスター マジカルエミ（1985年、絵コンテ、演出）
- 忍者戦士 飛影（1986年、演出）
- 魔法のアイドル パステルユーミ（1986年、絵コンテ、演出）
- めぞん一刻（1986年 - 1988年、絵コンテ、演出）
- ミスター味っ子（1988年 - 1989年、絵コンテ）
- ドラゴンクエスト（1990年、絵コンテ、演出）
- YAWARA!（1990年、絵コンテ、演出）
- エルフを狩るモノたち（1996年、監督）
- シティーハンター グッド・バイ・マイ・スイート・ハート（1997年、演出協力）
- センチメンタルジャーニー（1998年、監督・シリーズ構成）
- プリンセスナイン 如月女子高野球部（1998年、絵コンテ）
- ベターマン（1999年、絵コンテ）
- THE ビッグオー（1999年、監督・原作・シリーズ構成）
- アルジェントソーマ（2000年 - 2001年、監督・原作（原案）・シリーズ構成）
- THE ビッグオー second season（2003年、監督・原作・シリーズ構成）
- 君が望む永遠（2003年、絵コンテ、ED絵コンテ）
- ケロロ軍曹（2004年、絵コンテ）
- サムライチャンプルー（2004年、絵コンテ）
- Ergo Proxy（2006年、絵コンテ）
- TIGER & BUNNY（2011年、絵コンテ）
- 宇宙戦艦ヤマト2199（2013年、絵コンテ）
- 龍の歯医者（2017年、絵コンテ）
- 神撃のバハムート VIRGIN SOUL（2017年、絵コンテ）
- フルメタル・パニック! Invisible Victory（2018年、絵コンテ）
- 進撃の巨人（2021年 - 2022年、絵コンテ）
- 戦隊大失格（2024年、絵コンテ・作画監督）

### OVA
- ザ・超女（1986年、演出）
- アップルシード（1988年、監督・脚本）
- ロードス島戦記（1990年、絵コンテ）
- 帝都物語 魔都篇（1991年、監督）
- ジャイアントロボ THE ANIMATION -地球が静止する日（1992年、アニメーションディレクター、メカ設定、絵コンテ）
- ジャイアントロボ THE ANIMATION 外伝 銀鈴 GinRei（1995年、メカデザイン）
- 新海底軍艦（1995年、監督、絵コンテ、演出）
- 勇者王ガオガイガーFINAL（2000年、絵コンテ）
- ゲートキーパーズ21（2002年、絵コンテ）
- FREEDOM（2006年、絵コンテ、演出）
- 鴉 -KARAS-（2007年、絵コンテ）

### 劇場
- じゃりン子チエ（1981年、動画）
- 風の谷のナウシカ（1984年、演出助手）
- EX MACHINA（2007年、絵コンテ）
- いばらの王 -King of Thorn-（2010年、監督・脚本）
- SHORT PEACE「武器よさらば」（2013年、絵コンテ）
- 宇宙戦艦ヤマト2199 星巡る方舟（2014年、絵コンテ）
- シン・ウルトラマン（2022年、画コンテ）
- 君たちはどう生きるか（2023年、助監督[1]）

### ゲーム
- NEO CONTRA（2004年、CGムービー監督）

### Webアニメ
- 日本アニメ（ーター）見本市「世界の国からこんにちは」（2015年、原案・監督・脚本）

### その他
- 押井版ルパン三世（製作中止、演出助手）

## 関連人物
- 二木真希子（テレコムの同期）